# Jan Guz
Jan Edmund Guz (ur. 30 października 1956 w Kocku, zm. 24 maja 2019 w Warszawie) – polski działacz związkowy, w latach 2004–2019 przewodniczący Ogólnopolskiego Porozumienia Związków Zawodowych.

## Życiorys
Pochodził z rodziny rolniczej z Białobrzegów koło Kocka. Gdy miał sześć lat, zmarli jego rodzice, wychowywał się następnie w domu dziecka w Czemiernikach. Ukończył zasadniczą szkołę zawodową ze specjalnością ślusarza mechanika, a później technikum ze specjalnością w obróbce skrawaniem. W 1988 ukończył nauki polityczne na Akademii Nauk Społecznych przy KC PZPR w Warszawie, a w 2002 podyplomowe studium menedżerskie na Wydziale Zarządzania Uniwersytetu Warszawskiego. Odbył też kursy z m.in. ubezpieczeń społecznych, nadzoru właścicielskiego i pedagogiki dla wykładowców i instruktorów.
Był zatrudniony jako mechanik, kierownik działu mechanicznego, członek kierownictwa przedsiębiorstw. W latach 80. pracował jako robotnik w Szwecji. W latach 90. prowadził własne przedsiębiorstwo handlujące artykułami przemysłowymi.
Od 1972 pracował w Ochotniczych Hufcach Pracy, od 1984 wchodził w skład ich struktur, m.in. jako zastępca komendanta hufca. Przewodniczył radzie OPZZ w województwie bialskopodlaskim. Od 1977 do rozwiązania działał w Polskiej Zjednoczonej Partii Robotniczej. Pełnił m.in. funkcję instruktora w jej komitecie wojewódzkim. W latach 80. był członkiem wojewódzkiej rady narodowej, na początku lat 90. kandydował do Sejmu z listy Sojuszu Lewicy Demokratycznej.
W latach 1997–2004 był wiceprzewodniczącym OPZZ. 20 kwietnia 2004 został przewodniczącym związku. Funkcję tę pełnił do czasu swojej śmierci. Reprezentował OPZZ w Polskim Komitecie Normalizacyjnym, radzie nadzorczej Zakładu Ubezpieczeń Społecznych, radzie programowej Ośrodka Studiów i Kształcenia Zawodowego, Rady Statystyki. Został wiceprzewodniczącym Trójstronnej Komisji ds. Społeczno-Gospodarczych.
W 2010 prezydent RP Lech Kaczyński powołał go na członka Narodowej Rady Rozwoju. W październiku 2015 z ramienia OPZZ został członkiem nowo powstałej Rady Dialogu Społecznego.
Zmarł 24 maja 2019 w Warszawie. 29 maja tego samego roku został pochowany na cmentarzu parafialnym przy ul. Janowskiej w Białej Podlaskiej.

## Życie prywatne
Syn Władysława i Marianny. Był żonaty z Aliną, pracownicą zakładów włókienniczych w Białej Podlaskiej. Mieli dwoje dzieci.

## Odznaczenia
- Krzyż Oficerski Orderu Odrodzenia Polski – pośmiertnie (2019, za wybitne zasługi w działalności związkowej i społecznej)[7][8]
- Krzyż Kawalerski Orderu Odrodzenia Polski (2005, za wybitne zasługi w działalności związkowej)[9]
- Złoty Krzyż Zasługi (2000, za zasługi w działalności związkowej, za osiągnięcia w pracy zawodowej)[10]